# Habib Yammine
Habib Yammine é um músico, compositor e pedagogo libanês. 
Autor de uma tese universitária sobre a música das tribos iemenitas, ensina na Universidade Paris VIII, na Cidade da Música em Paris e o Maqâm em Lila. Habib Yammine publica vários artigos de referência sobre a música árabe. Os seus estudos sobre os tratados musicais da música douta fazem dele um especialista dos ritmos árabes e um controle absoluto da técnica de jogo dos tambores como o riqq,o daff e o derbouka. Percussionista e compositor, derreta com Aïcha Redouane o conjunto al-Adwâr.